# アダム・パラダ
アダム・パラダ（Adam Parada、1981年10月21日 - ）は、メキシコ出身のバスケットボール選手である。ポジションはセンター。身長215cm、体重123kg。

## 来歴
カリフォルニア大学アーバイン校に入学し、2000年から2004年までプレーした。その間、チームは2001年、2002年とビッグ・ウェスト・カンファレンスで優勝した。彼は2002年、2003年とカンファレンスセカンドチームに選ばれた。大学歴代2位の149ブロックショット、4位の775リバウンド、歴代8位の1320得点をあげた。
その後、NBADL、ヨルダン、KBL、LNBP、PBAを経て、2008年に来日し、三菱電機ダイヤモンドドルフィンズに入団した。
2009年、IBLのロサンゼルス・ライトニングに所属、9試合で18.4得点をあげてオールスターに選ばれた。
2012年2月、PBAのアラスカ・エイシズと契約を結んだ。
2014年FIBAバスケットボール・ワールドカップにメキシコ代表として出場。